# Джейн Гудол
Дейм Джейн Морис Гудол ОБИ (на английски: Dame Jane Morris Goodall), родена с името Валери Джейн Морис-Гудол, преди баронеса Джейн ван Лауик-Гудол, е английска приматоложка и антроположка. Считана за най-големия експерт по шимпанзета в света, Гудол е известна най-вече с 60-годишното си изследване върху социалните и семейните отношения при дивите шимпанзета. През 1960 г. за първи път отива в Националния парк „Гомбе“ в Танзания.
Тя е основателка на института „Джейн Гудол“ и програмата „Корени и разклонения“, като работи усилено по въпросите за опазването и хуманното отношение към животните. Гудол е член на борда на проекта „Нечовешки права“ от основаването му през 1996 г. През 2002 г. Джейн Гудол е обявена за Пратеник на мира на ООН, почетен член е на Световния съвет за бъдещето.

## Ранни години
Валери Джейн Морис-Гудол е родена на 3 април 1934 г. в Хампстед, Лондон, в семейството на бизнесмена Мортимър Хърбърт Морис-Гудол (1907 – 2001) и Маргарет Мифани Джоузеф (1906 – 2000), писателка от Милфорд Хейвън, Пембрукшър, която пише под псевдонима Вейн Морис-Гудол.
По-късно семейството се премества в Борнмът и Гудол започва да посещава „Ъпландс“, независимо училище в близкия Пул.
Като дете вместо плюшено мече бащата на Гудол ѝ подарява плюшено шимпанзе, на което дава името Джубайли. Гудол споделя, че с привързаността ѝ към играчката е започнала любовта ѝ към животните, казвайки, че „Приятелите на майка ми се ужасиха от тази играчка, мислейки, че ще ме уплаши и донесе кошмари“. Джубайли е заел своето място на скрина в дома на Джейн в Лондон.

## Африка
Гудол притежава голяма страст към животните и Африка, която я води до фермата на неин приятел в Кения през 1957 г. Там започва работа като секретарка и следвайки съвета на своя приятел, се обажда на известния кенийски археолог и палеонтолог Луис Лики, с когото си уговаря среща, на която да обсъдят животинския свят. Лики вярва, че изследването върху големите маймуни може да даде данни за поведението на ранните човекоподобни и затова търси специалист по шимпанзета. Тогава той предлага на Гудол да започне работа при него като секретарка. След като получава одобрението на своята съизследователка и съпруга, известната палеонтоложка Мери Лики, Луис изпраща Гудол в Олдувай в Танганика (дн. Танзания), където осъществява своите планове.
През 1958 г. Лики изпраща Гудол в Лондон, за да изучава поведението на приматите с Осман Хил и анатомията на приматите с Джон Напиер. Лики събира средства и на 14 юли 1960 г. Гудол отива в Националния парк „Гомбе Стрим“, като става първият член от екипа, наречен „Тримати“ (в него се включват приматоложката Даян Фоси и Бирут Галдикас). Тя е придружена от майка си, чието присъствие е необходимо, за да се удовлетворят изискванията на Дейвид Ансти, главен надзирател, който се грижи за тяхната безопасност. Гудол получава огромна подкрепа от майка си, която я насърчава да започне кариерата си в приматологията, която по онова време е доминирана от мъже. Гудол заявява, че жените не са били приети в тази област, когато е започвала изследванията си в края на 50-те години. В наши дни областта на приматологията се състои почти равномерно от мъже и жени, отчасти благодарение на усилията на Гудол и нейното насърчаване на младите жени да се присъединят към тази област.
Лики урежда финансиране и през 1962 г. изпраща Гудол, която няма висше образование, да учи за образователна степен в Кеймбрижкия университет. Тя отива в Нюнам колидж към Кеймбрижкия университет и получава докторска степен по етология. Тя става осмият човек, на когото е разрешено да учи за докторска степен там, без да е преминала обучение по образователните степени бакалавър и магистър. Дисертацията ѝ Поведението на свободно живеещите шимпанзета е успешно защитена през 1965 г. под ръководството на Робърт Хиндъл, в която подробно описва първите пет години, през които се е обучавала в резервата „Гамбе“.

## Личен живот
Гудол се омъжва два пъти. На 28 март 1964 г. се омъжва за нидерландския благородник и фотограф на дивата природа барон Хуго ван Лауик в англиканската църква в Челси, Лондон, и става известна по време на брака им като баронеса Джейн ван Лауик-Гудол. На двойката се ражда син през 1967 г., когото кръщават Хуго Ерик Луис. През 1974 г. Джейн и Хуго се развеждат. На следващата година тя се омъжва за Дерек Брайсън (член на парламента на Танзания и директор на националните паркове в страната). Бракът им продължава до 1980 г., когато Брайсън умира. С позицията си в правителството на Танзания, Брайсън успява да защити изследователския проект на Гудол и да наложи ембарго върху туризма в „Гомбе“.
Въпреки че Гудол се занимава с изследвания върху шимпанзета повече от 60 години, заявява, че кучето е любимото ѝ животно.
Гудол изразява очарованието си към Голямата стъпка.
На въпрос дали вярва в Бог, Гудол казва през септември 2010 г.: „Нямам представа кой или какво е Бог. Но аз вярвам в някаква голяма духовна сила. Усещам го особено, когато съм навън в природата. Това е нещо, което е по-голямо и по-силно от това, което съм, или това, което е някой. Чувствам го. И това ми е достатъчно“.
Гудол страда от прозопагнозия, заболяване, което затруднява разпознаването на познати лица.

## Работа

### Изследователско проучване в Национален парк „Гомбе“
Гудол е най-известна с изследванията си, посветени върху социалния и семейния живот на шимпанзето. През 1960 г. тя започва да изучава общността на шимпанзето Касакела в Национален парк „Гомбе“ в Танзания. Вместо да номерира шимпанзетата, които наблюдава, тя им дава имена като Фифи и Дейвид Грейбърд и забелязва, че имат уникални и индивидуални личности, което представлява нетрадиционна идея за онова време. Тя открива, че „не само човешките същества имат личност, които са способни на разумна мисъл и (или) емоции като радост и скръб". Също така наблюдава поведения като прегръдки, целувки, потупвания по гърба и дори гъделичкане, които смятаме за „чисто човешки“ действия. Гудол настоява, че тези жестове са доказателство за „близките, подкрепящи и привързани връзки, които се развиват между членове на семейството и други индивиди в общността, които могат да продължат през продължителността на живота им повече от 50 години“. Тези открития предполагат, че приликите между хората и шимпанзетата са не само в сходните гени, но и в емоциите, интелигентността и семейните и социални отношения.
Изследователските проучвания на Гудол в „Гомбе“ са известни на научната общност, като оспорват две отдавнашни вярвания, че само хората могат да конструират и използват сечива и че шимпанзетата са вегетарианци. Докато наблюдава едно хранене на шимпанзе в термитна могила, тя забелязва, че то многократно поставя стръкове трева в термитните дупки, след което изважда стръковете от дупките, по които са прилепнали термити, ефективен „риболов“ на термити. Джейн наблюдава шимпанзета, които пречупват клони на дърветата и откъсват листата по тях, а по този начин клоните стават „по-ефективни“ – форма на модификация, която е рудеманталното начало на изработката на сечива. Хората отдавна се разграничават от останалото животинско царство като „Човекът, служещ си със сечива“. В отговор на революционните констатации на Гудол, Луис Лики пише: „Сега трябва да предефинираме човека, да предефинираме сечивото или да приемем шимпанзетата като хора!“.
Освен мирното и привързано поведение, което наблюдава, Гудол открива и агресивната страна на шимпанзетата в „Гомбе“ – шимпанзетата систематично ловуват и изяждат по-малки примати като колобусите. Гудол гледа как ловна група изолира един колобус високо на едно дърво, блокира всички възможни изходи, след което едно шимпанзе се покатерва нагоре, пленява и убива колобуса. След това останалите взимат части от трупа, споделяйки с други членове на ловната група, в отговор на поведението на просия. Шимпанзетата в „Гомбе“ ежегодно убиват и изяждат една трета от колобусите в резервата. Това се оказва основна научна находка, която оспорва предишните концепции, касаещи диетата и поведението на шимпанзето.
Но може би по-стряскаща и смущаваща е тенденцията за агресия и насилие в рамките на групата на шимпанзето. Гудол наблюдава доминиращи женски, които умишлено убиват други женски, за да запазят своята доминация, стигайки понякога до канибализъм. За това поведение на шимпанзетата Джейн споделя: „През първите десет години на изследването вярвах […], че в по-голямата си част шимпанзетата в „Гомбе“ са по-добри от човешките същества. […] Тогава изведнъж открих, че те могат да бъдат брутални – че те като нас имат по-тъмна страна от своята природа.“ В своята мемоарна книга Through a Window: My Thirty Years with the Chimpanzees of Gombe описва войната на шимпанзетата в „Гомбе“ през 1974 – 1978 г. Нейните открития революционизират съвременните познания за поведението на шимпанзето и са допълнителни доказателства за социалните сходства между хората и шимпанзетата, макар и по много по-мрачен начин.
Гудол се отличава от традиционния начин, тъй като именува всяко шимпанзе, вместо да го номерира. Номерацията е почти универсална практика по онова време и се смята за важна за предотвратяването на потенциална емоционална привързаност между учения и изучавания обект. Отдалечаването ѝ от други изследователи също я кара да развие тясна връзка с шимпанзетата и да стане единственият човек, приеман някога в обществото на шимпанзетата. Тя е най-нископоставеният член на семейство за период от 22 месеца. Сред шимпанзетата, получили имена от Гудол в „Гомбе“, са:
- Дейвид Грейбърд, сиво-брадат мъжки екземпляр, който пръв се сближава с Гудол;[36]
- Голиат, приятел на Дейвид Грейбърд, първоначално алфа мъжкият, получил името си заради смелата си природа;
- Майк, който чрез своята хитрост и импровизация измества Голиат като алфа мъжкар;
- Хъмфри, голям, силен и побойник;
- Джиджи, голяма и стерилна женска, която се възхищава от това, че е „леля“ на всякакви млади шимпанзета или хора;
- Господин Макгрегър, воюващ по-възрастен мъжки екземпляр;
- Фло, доминираща женска, с луковичен нос и разкъсани уши, майка на Файгън, Фейбън, Фройд, Фифи и Флинт;[37][38]
- Фродо, второто дете на Фифи, агресивен мъжки екземпляр, който често напада Джейн и в крайна сметка я принуждава да напусне групата, когато става алфа мъжкар.[39]

### Институт „Джейн Гудол“
През 1977 г. Гудол създава института „Джейн Гудол“, който подкрепя изследванията в „Гомбе“ и е световен лидер в усилията за защита на шимпанзетата и техните хабитати. С деветнадесет клона по целия свят институтът е широко признат в програмите за развитие и опазване на Африка. Нейната глобална младежка организация от Хонконг „Корени и разклонения“ започва работа през 1991 г., когато група от 16 тийнейджъри се среща с Гудол на задната ѝ веранда в Дар ес Салаам, Танзания. Те нямат търпение да обсъдят редица проблеми, с които са наясно от първа ръка. Организацията вече има над 10 000 групи в над 100 страни.
През 1992 г. Гудол основава Центъра за реабилитация на шимпанзета „Чимпунга“ в Република Конго, за да се грижи за шимпанзета, осиротели поради търговия.
През 1994 г. Гудол основава пилотен проект за спиране на лова в Танганика (TACARE, съкратено от Take Care, на български – „Погрижи се“) за защита на местообитанието на шимпанзетата от обезлесяване чрез залесяването на хълмове около „Гомбе“, като едновременно с това обучава съседните общности за устойчивост и обучение в селското стопанство. Проектът TACARE също подкрепя младите момичета, като им предлага достъп до образование за репродуктивно здраве и чрез стипендии за финансиране на обучението им в колежи.
Поради огромния брой на ръкописни бележки, снимки и данни, събрани в дома на Джейн в Дар ес Салаам, в средата на 90-те години на 20. век, в Университета на Минесота е създаден Център за първични проучвания на Института „Джейн Гудол“, който съхранява и организира тези данни. Всички оригинални архиви на Джейн Гудол са анализирани и дигитализирани в онлайн база данни. На 17 март 2011 г. говорителят на Университета „Дюк“ Карл Бейтс обявява, че архивите ще се преместят в „Дюк“, а Ан Е. Пусей, председател на еволюционната антропология в университета, ще ръководи колекцията. Пусей, която управлява архивите в Минесота и е сътрудничила на Гудол в Танзания, е работила в „Дюк“ в продължение на една година.
Днес Гудол посвещава почти цялото си време в защита на шимпанзетата и околната среда, пътувайки почти 300 дни в годината. Гудол също е член на най-големия резерват за шимпанзета в света извън Африка, основан във Флорида.

### Активизъм
През 1986 г. на конференцията Да разберем шимпанзетата, организирана от Чикагската академия на науките, Гудол разширява фокуса си на наблюдение от шимпанзетата към опазването и грижата на живота на човекоподобните маймуни. Тя е бивш президент на „Адвокати на животни“, организация със седалище в Единбург, Шотландия, която провежда кампании срещу използването на животни за медицински изследвания, зоологически градини, земеделие и спорт.
Гудол е вегетарианка, като се застъпва за диетата по етични, екологични и здравословни причини. Във Вътрешният свят на селскостопанските животни Гудол пише, че селскостопанските животни са „далеч по-осъзнати и интелигентни, отколкото някога сме си представяли, и въпреки че са отглеждани като домашни роби, те са самостоятелни същества. Като такива те заслужават нашето уважение. И нашата помощ. Кой ще ги защити, ако мълчим?“. Гудол също казва: „Хиляди хора, които казват, че обичат животните, сядат веднъж или два пъти на ден, за да се насладят на плътта на същества, които са били третирани с малко уважение и доброта, само за да дадат повече месо“.
Гудол е яростна защитничка на околната среда и говори за ефектите от промяната на климата върху застрашените видове като шимпанзетата. Гудол заедно с нейната фондация си сътрудничи с НАСА, за да използва сателитни снимки от серията Landsat, за да коригира последиците от обезлесяването на територията на шимпанзетата и местните общности в Западна Африка, като предлага на местните хора информация как да намалят активността и да запазят средата им.
За да осигури безопасното и етично отношение към животните по време на етологични проучвания, през 2000 г. Гудол и професор Марк Бекоф основават организацията „Етолози за етично отношение към животните“.
През април 2008 г. Гудол изнася лекция, озаглавена Причина за надежда в серията лекции на Института за мир и справедливост на Джоан Б. Крок от университета в Сан Диего.
През 2008 г. Гудол апелира Европейския съюз да прекрати експериментите на медицински изследвания върху животни и да осигури повече финансиране за алтернативни методи за медицински изследвания.
През май 2008 г. Гудол спорно описва новото ограждение за примати в зоопарка в Единбург като „прекрасно съоръжение“, където маймуните „вероятно са по-добре [от тези], които живеят в дивата природа в район като Будонго, където едно на шест животни попада в капана на телената примка, и страни като Конго, където шимпанзетата, маймуните и горилите се отстрелват с търговска цел“. Това изказване се оказва в противоречие с позицията на „Адвокати на животни“ по отношение на животните, отглеждани в плен. През юни 2008 г. Гудол потвърждава, че е подала оставка от председателството на организацията, която е ръководила от 1998 г., като се позова на натоварения си график и обяснява: „Просто нямам време за тях“.
Гудол е покровителка на въпросите по населението, свързани с благотворителната организация „Движение за оптимална численост на населението“, а към момента е посланик на Disneynature.
През 2010 г. Гудол чрез своя институт сформира коалиция с редица организации, като Обществото за опазване на дивата природа и Хуманното дружество на Съединените щати, и подава петиция за изброяване на всички шимпанзета, включително тези, които са в плен като застрашени. През 2015 г. американската служба за риболов и дивата природа обявява, че приема това правило и всички шимпанзета ще бъдат класифицирани като застрашени.

## Критика
Гудол използва нестандартни практики в своите проучвания, като например именуване на животните, вместо да ги номерира. В онези времена се е използвало номерирането на изследваните екземпляри, за да се предотврати емоционалната връзка и загубата на обективност.
Гудол пише през 1993 г.: „Когато в началото на 60-те години използвах думи, отнасящи се към шимпанзетата, като детство, юношество, мотивация, вълнение и настроение, бях много критикувана. Още по-лошо беше моето „престъпление“, когато предполагах, че шимпанзетата имат личности. Приписвах човешки характеристики на човекоподобни животни и затова ми се приписа най-големия от „етологичните грехове“ – антропоморфизма.“
Много стандартни методи имат за цел да се избегне намеса от страна на изследователите и по-специално някои смятат, че използването на хранилки за привличане на шимпанзетата от „Гомбе“ е променило нормалното им хранене и социални взаимоотношения. Този аргумент е в центъра на вниманието на книга, публикувана от Маргарет Пауър през 1991 г. Предполага се, че по-високите нива на агресия и конфликти с други групи шимпанзета в района се дължат на храненето, което би могло да създаде „войните“ между социалните групи на шимпанзето, описани от Гудол, аспекти на които тя не е била свидетел през годините преди да започне изкуственото хранене в „Гомбе“. Така някои разглеждат наблюденията на Гудол като изкривяване на нормалното поведение на шимпанзето. Самата Гудол признава, че храненето допринася за агресията във и между групите, но твърди, че ефектът е ограничен до промяна на интензивността, а не на характера на конфликта на шимпанзето, и освен това предполага, че храненето е необходимо, за да бъде изследването ефективно. Крег Станфорд от изследователския институт „Джейн Гудол“ в Университета в Южна Каролина заявява, че изследователите, провеждащи проучвания без изкуствено осигуряване на храна, затрудняват естественото социално поведение на шимпанзетата и допринасяне на развитието на междугруповите конфликти.
Някои скорошни проучвания, например тези на Крикет Санс в триъгълника Гуалуго (Конго) и Кристоф Боеш в Националния парк „Тайа“ (Кот д'Ивоар), не показват агресията, наблюдавана в проучванията на „Гомбе“. Други приматолози обаче не са съгласни, че изследванията имат недостатъци; например Джим Мур пише критика на твърденията на Маргарет Пауърс и някои проучвания на други групи шимпанзета показват агресия, подобна на тази в „Гомбе“, дори при липса на хранене.

### Плагиатство и „Семената на надеждата“
На 22 март 2013 г. Хачет Бук Груп обявява, че новата книга на Гудол в съавторство с Гейл Хъдсън, Семена на надеждата, няма да бъде издадена на 2 април, датата, за която е планирана, тъй като са открити плагиатстки черти. Рецензент на Вашингтон Поуст намира раздели, копирани от уебсайтове за био чайове, тютюн и „аматьорски сайт за астрология“, както и от Уикипедия. Гудол се извинява и заявява: „За мен е важно подходящите източници да бъдат цитирани и ще работя усърдно с екипа си за справяне с всички проблемни части. Моята цел е да гарантирам, че когато тази книга бъде издадена, тя не само да е в съответствие с най-високите стандарти, но и фокусът да бъде върху важните послания, които трябва да предаде“. Книгата е издадена на 1 април 2014 г. след повторна редакция и добавени 57 страници бележки.

## В популярната култура

### Инцидент с карикатура на Гари Ларсън
В една от карикатурите на Гари Ларсън Far Side са изобразени две шимпанзета. Едното открива руса коса на човек и пита: „Провеждане на малко повече „научни изследвания“ с онази скитница Джейн Гудол?“ В същото време самата Гудол е в Африка, а институтът „Джейн Гудол“ смята, че това е проява на лош вкус и задейства адвокатите си, които изготвят обвинение на Ларсън и неговия синдикат за дистрибуция, в което определят карикатурата като „зверство“. Когато се връща Гудол, заявява, че карикатурата е забавна и прекратява обвинителния акт. Оттогава всички печалби от продажби на тениски с тази карикатура отиват в института „Джейн Гудол“. Гудол пише предговор към The Far Side Gallery 5, в който подробно описва нейната версия на полемиката, а писмото на института ѝ е поместено до карикатурата в пълната колекция Far Side. Тя похвалва творческите идеи на Ларсън, които често сравняват и контрастират поведението на хората и животните. През 1988 г., когато Ларсън посещава „Гомбе“, е нападнат от шимпанзето Фродо.

## Награди и признание

### Отличия
Гудол получава много отличия за работата си в областта на околната среда хуманитарната помощ и други. Тя е обявена за дейм командир на Ордена на Британската империя на церемония, проведена в Бъкингамския дворец през 2004 г. През април 2002 г. генералният секретар на ООН Кофи Анан обявява Гудол за Посланик на мира на организацията. Другите ѝ отличия включват наградата „Тайлър“ за постижения в околната среда, френския почетен легион, медала на Танзания, престижната награда на Киото в Япония, медала на Бенджамин Франклин в науката за живота, наградата „Ганди-крал“ за ненасилие и наградата на испанския принц на Астурия. Тя също е член на консултативния съвет на списание BBC Wildlife и покровител на въпросите за населението. Гудол получава множество отличия и награди от местни власти, училища, институции и благотворителни организации по целия свят. Гудол е отличена от „Уолт Дисни Къмпани“ с плакет „Дървото на живота“ в тематичния парк „Животинското царство на Дисни“, заедно с резба на любимия ѝ Дейвид Грейбърд, шимпанзето, което първо се сближава с Гудол през първата ѝ година в „Гомбе“. През 2010 г. Дейв Матюс и Тим Рейнолдс изнасят благотворителен концерт във Вашингтон, за да отбележат „Гомбе 50“ – световен празник, посветен на пионерните проучвания на Джейн Гудол за шимпанзетата и вдъхновяваща ѝ визия за нашето бъдеще. Списание Тайм обявява Гудол за един от 100-те най-влиятелни хора в света през 2019 г.

### Награди
- 1980: Орден на Златния ковчег, Световна награда за опазване на дивата природа
- 1984: Награда на Дж. Пол Гети за лидерство и опазване
- 1985: Награда за живо наследство от Международната женска лига
- 1985: Общество на САЩ; Награда за човешка добродетел, Американско общество за предотвратяване на жестокостта към животните
- 1987: Награда на Иън Бигс
- 1987: Награда Златна плоча, Американска академия за постижения[77]
- 1989: Енциклопедия Британика Награда за високи постижения в разпространението на ученето в полза на човечеството; Награда за антрополог на годината
- 1990: Награда AMES, Американска антропологична асоциация; Награда за опазване на жеравите, Коноко; Златен медал на Дружеството на жените географи; Награда Киото; Награда Лашу; Награда Киото за основни науки
- 1991: Медал Единбург
- 1993: Награда от Алианса за дъждовни гори
- 1994: Диамантен юбилеен медал на Честърския зоопарк
- 1995: Командор на Ордена на Британската империя, връчен от Нейно Величество Кралица Елизабет II; Медал „Хъбърт“ на Националното географско дружество за открития и изследвания; Награда за житейско постижение в защита на животните; Награда за екология на Moody Gardens; Отличие за опазване на националните паркове в Уганда
- 1996: Сребърен медал на Зоологическото общество в Лондон; Танзанийски медал Килиманджаро; Награда за опазване на околната среда на Великобритания; Награда на Института за грижи; Награда Полярна мечка; Награда на Уилям Проктър за научни постижения
- 1997: Награда Тайлър; Награда за опазване на околната среда; Награда за богатство за отлични грижи; Награда за заслуги на музея Филд; Награда на Тайлър за постижения в околната среда; Кралското географско дружество, Награда на Дискавъри Ченъл Европа, награда за живот, посветен на изследванията
- 1998: Награда за герой на Животинското царство на Дисни; Награда за обществена услуга на Националния научен съвет; Наградата на Джон Хей на Обществото на Орион
- 1999: Международна награда за мир; Международна награда за отлични постижения в опазването на Института по ботанически изследвания на Тексас, Международна награда за мир на Общността на Христос

- 2001: Награда Греъм Дж. Нортън за постижения в повишаване на жизнеспособността на общността; Награда Rungius на Националния музей за дивата природа, САЩ; Мемориален медал на Роджър Тори Питърсън, Музей по природна история Харвард; Награда за мир; Награда Ганди срещу насилието
- 2002: Мемориален медал на Хъксли, Кралски антропологичен институт на Великобритания и Ирландия; Посланик на мира на Организацията на обединените нации
- 2003: Медал Бенджамин Франклин в науката за живота; Глобалната награда за околна среда на Центъра за здраве и медицинско училище в Харвард; Награда на принца на Астурия за технически и научни постижения; дама командир на Ордена на Британската империя, представен от Негово кралско височество принц Чарлз; Почетна награда за екология на Чикагската академия на науките
- 2004: Награда на Ниренберг за наука в обществния интерес; Наградата на Уил Роджър Спирит, Ротари клуб на мемориалните музеи на Уил Роджър; Награда за житейско постижение на Международния фонд за хуманно отношение към животните; Почетна степен на колежа Хейвърфорд
- 2005: Доктор хонорис кауза на Сиракузския университет[78][79]
- 2005: Доктор хонорис кауза на Университета Рътгърс
- 2005: Награда за откритие и въображение
- 2006: 60-годишен медал на ЮНЕСКО
- 2006: Френски почетен легион
- 2007: Доктор хонорис кауза Карл Линей на Упсалския университет
- 2007: Доктор хонорис кауза на Ливърпулския университет
- 2008: Доктор хонорис кауза на Торонтския университет
- 2009: Доктор хонорис кауза на Националния университет в Кордоба[80]
- 2009: Доктор хонорис кауза на Университета „Пабло де Олавиде“, Севиля[81]
- 2010: Награда Бамби в категория „Нашата Земя“
- 2010: Журналистическа награда „Златни гълъби за мир“ на Италианския изследователски институт[82]
- 2011: Доктор хонорис кауза на Американския университет в Париж
- 2011: Велик офицер на Ордена за заслуги пред Италианската република
- 2012: Обявена за Гранд маршал на Парада на розите за 2013 г.[83]
- 2012: Доктор хонорис кауза на Националния университет Цинг Хуа, Тайван[84]
- 2013: Ключ на града, връчен от Густаво Петро, кмет на Богота
- 2013: Награда за почетна степен на колежа „Тринити“, Дъблин[85]
- 2014: Председателски медал на Британската академия[86]
- 2015: Наградата на фондация „Съвършен свят“ и награда „Крехкият носорог“
- 2017: Международна награда Космос[87]
- 2019: Златен медал на Кралската канадска академия на науките[88]
- 2019: Доктор хонорис кауза на Университета „Макгил“[89]

## Медии

### Книги
- 1969 My Friends the Wild Chimpanzees, Вашингтон: Национално географско дружество
- 1971 Innocent Killers (с Хюго ван Лауйк). Бостън: Houghton Mifflin; Лондон: Collins
- 1971 In the Shadow of Man Бостън: Houghton Mifflin; Лондон: Collins. Издадена на 48 езика, включително и български.
  - Гудол, Джейн. В сянката на човека, прев. Весела Илиева и Лиляна Генкова. София: Земиздат, 1982.
- 1986 The Chimpanzees of Gombe: Patterns of Behavior Бостън: Bellknap Press of the Harvard University Press. Публикувана на японски и руски език.
- 1990 Through a Window: 30 years observing the Gombe chimpanzees Лондон: Weidenfeld & Nicolson; Бостън: Houghton Mifflin. Преведна на повече от 15 езика.
- 1991 Visions of Caliban (с Дейл Петърсън). Бостън: Houghton Mifflin. New York Times Notable Book for 1993.
- 1999 Brutal Kinship (с Майкъл Николс). Ню Йорк: Aperture Foundation.
- 1999 Reason For Hope; A Spiritual Journey (с Филип Бърман). Ню Йорк: Warner Books, Inc. Преведена на японски и португалски език.
- 2000 40 Years At Gombe Ню Йорк: Stewart, Tabori, and Chang
- 2000 Africa In My Blood (ред. Дейл Питърсън). Ню Йорк: Houghton Mifflin Company.
- 2001 Beyond Innocence: An Autobiography in Letters, the later years (ред. Дейл Питърсън). Ню Йорк: Houghton Mifflin Company. ISBN 0-618-12520-5 Online version
- 2002 The Ten Trusts: What We Must Do To Care for the Animals We Love (с Марк Бекоф). Сан Франциско: Harper San Francisco
- 2005 Harvest for Hope: A Guide to Mindful Eating Ню Йорк: Warner Books, Inc. ISBN 0-446-53362-9
- 2009 Hope for Animals and Their World: How Endangered Species Are Being Rescued from the Brink Grand Central Publishing ISBN 0-446-58177-1
- 2013 Seeds of Hope: Wisdom and Wonder from the World of Plants (с Гейл Хъдсън) Grand Central Publishing ISBN 1-455-51322-9
- 2021 The Book of Hope (с Дъглас Ейбрамс и Гейл Хъдсън) Viking
  - Гудол, Джейн. Книга за надеждата, прев. Мария Иванова. София: Изток-Запад, 2022.

### Детски книги
- 1972 Grub: The Bush Baby (с Хюго ван Лауйк). Бостън: Houghton Mifflin
- 1988 My Life with the Chimpanzees Ню Йорк: Byron Preiss Visual Publications, Inc. Преведена на френски, японски и китайски език.
  - Гудол, Джейн. Моят живот с шимпанзетата, прев. Емилия Ничева-Карастойчева. Пловдив: Жанет 45, 2021.
- 1989 The Chimpanzee Family Book Саксънвил, MA: Picture Book Studio; Мюнхен: Neugebauer Press; Лондон: Picture Book Studio. Преведена на над 15 езика, включително японски и суахили. Награда на УНИЦЕФ за най-добра детска книга, 1990.
- 1989 Jane Goodall's Animal World: Chimps Ню Йорк: Macmillan
- 1989 Animal Family Series: Chimpanzee Family; Lion Family; Elephant Family; Zebra Family; Giraffe Family; Baboon Family; Hyena Family; Wildebeest Family Торонто: Madison Marketing Ltd.
- 1994 With Love Ню Йорк/Лонодн: North-South Books. Преведена на немски, френски, италиански и японски език.
- 1999 Dr. White (илюстрации от Джули Лити). Ню Йорк: North-South Books
- 2000 The Eagle & the Wren (илюстрации от Александър Рейхстейн). Ню Йорк: North-South Books
- 2001 Chimpanzees I Love: Saving Their World and Ours Ню Йорк: Scholastic Press
- 2002 (Предговор) „Slowly, Slowly, Slowly“, Said the Sloth от Ерик Карли. Philomel Books
- 2004 Rickie and Henri: A True Story (с Алън Маркс) Penguin Young Readers Group

### Филми
Гудол е обект на повече от 40 филма:
- 1965 Miss Goodall and the Wild Chimpanzees, Национално географско дружество
- 1975 Miss Goodall: The Hyena Story , поредица „Светът на поведението на животните“1979 version
- 1984 Among the Wild Chimpanzees, Национално географско дружество
- 1988 People of the Forest, с Хюго ван Лауйк
- 1990 Chimpanzee Alert, Сентрал телевижън
- 1990 The Life and Legend of Jane Goodall, Национално географско дружество
- 1990 The Gombe Chimpanzees, Баварийн телевижън
- 1995 Fifi's Boys, BBC
- 1996 Chimpanzee Diary, за BBC2
- 1997 Animal Minds, за BBC
- Джейн Гудол озвучава анимационния сериал The Wild Thornberrys
- 2000 Jane Goodall: Reason For Hope, PBS, продуциран от KTCA
- 2001 Chimps R Us, сезон 11, епизод 8, на Scientific American Frontiers, PBS
- 2002 Jane Goodall's Wild Chimpanzees, (IMAX формат), в сътрудничество със Сайънс Норт
- 2005 Jane Goodall's Return to Gombe, за Animal Planet
- 2006 Chimps, So Like Us, на HBO
- 2007 When Animals Talk We Should Listen, копродукция на Animal Planet
- 2010 Jane's Journey, копродукция на Animal Planet
- 2012 Chimpanzee, копродукция на Disneynature
- 2017 Джейн, биографичен документален филм на National Geographic Студиос, в сътрудничество с Пъблик Роуд Прадакшънс. Сценарист и режисьор е Брет Морган, музика от Филип Глас
- 2020 Джейн Гудол: Надеждата, биографичен документален филм на National Geographic Студиос, продуциран от Lucky 8[91]